# Åndens turist
Åndens turist er en film instrueret af Mette-Ann Schepelern efter manuskript af Mette-Ann Schepelern.

## Handling
Filmen belyser det forholdsvis ukendte c, et slags kunst-chok, som særligt følsomme og modtagelige turister oplever i den storslåede italienske smeltedigel for kunst, Firenze. Igennem interviews og optagelser af renæssancens kunst og arkitur. NB ! På videobåndet og i Det Dabske Videoværksteds database står Mette-Ann Schepelern på som instruktør.